# Dual Love on the planet 〜葉ノ香〜
「Dual Love on the planet 〜葉ノ香〜」（デュアル・ラブ・オン・ザ・プラネット はのか）は、野川さくらの8枚目シングル。2009年現在で、ランティスからリリースされたシングルでは、この作品が最後となっている。

## 批評
CDジャーナルは、「人気声優・野川さくらのオリジナル・マキシ第8弾。影山ヒロノブのプロデュースによるストレートなポップ・ナンバーだ。彼女が主役を演じるCS系アニメ『HANOKA 葉ノ香』のオープニング・テーマ曲でもある。」と評した。

## 収録曲
1. Dual Love on the planet 〜葉ノ香〜
  - 作詞：渡邉美佳／作曲：影山ヒロノブ／編曲：渡邉美佳・TAKAYOSHI
  - テレビアニメ『HANOKA 葉ノ香』主題歌
2. だもん。。。
  - 作詞：渡邉美佳／作曲：影山ヒロノブ／編曲：須藤賢一
3. 1999（ボーナス・トラック）
  - 作詞・作曲・編曲：影山ヒロノブ
  - 野川が上京して、暮らし始めた1999年の事を歌った曲で、ライブでは定番の曲だったが、これで初めて音源化された。
4. Dual Love on the planet 〜葉ノ香〜（off vocal）
5. だもん。。。（off vocal）
6. 1999（off vocal）